# Niceto Alcalá-Zamora
Niceto Alcalá-Zamora (castellà: Niceto Alcalá Zamora y Torres)  (Priego de Córdoba, 6 de juliol de 1877 - Buenos Aires, 18 de febrer de 1949) fou un advocat i polític andalús, primer president de la Segona República espanyola (1931-1936).

## Primers anys
Estudiant avantatjat, Alcalá-Zamora va cursar el batxillerat entre 1887 i 1891 en el Real Colegio de Cabra. A la primerenca edat de disset anys ja era llicenciat en Dret per la Universitat de Granada i als vint-i-dos anys, lletrat del Consell d'Estat.
Es va casar amb Purificación Castillo Bidaburu l'any 1900, tres anys menor que ell, amb qui va tenir set fills (tres homes, Niceto, Luis i José, i tres dones, Pura, Isabel i Maria Teresa; la seva filla Elia moriria a l'edat de set anys; també van néixer altres dos Nicetos, un que va viure set dies i un altre que va néixer mort).
Advocat de gran prestigi, va iniciar la seva carrera política sent molt jove dins del Partit Liberal del comte de Romanones. Va ser diputat per La Carolina el 1905 i 1907 i sotssecretari de Governació. Més tard va passar al sector demòcrata dirigit per Manuel García Prieto, en el govern del qual va ser ministre de Foment (1917) i de la Guerra (1922). Va ser també representant d'Espanya en la Societat de Nacions. Opositor declarat de la dictadura del general Primo de Rivera. El 13 d'abril de 1930 va pronunciar un violent discurs al Teatre Apol·lo de València en el qual va retirar el seu suport i confiança a la monarquia i va propugnar una república conservadora, burgesa, recolzada en les classes mitjanes i en els intel·lectuals.

## El govern provisional
Junt amb Miguel Maura i el seu partit "Dreta Liberal Republicana", va representar al republicanisme conservador en el Pacte de Sant Sebastià el 17 d'agost de 1930 a fi d'impulsar un moviment popular que enderroqués a la monarquia i instaurés la República. D'aquest pacte va sorgir un comitè executiu encarregat de dirigir l'acció republicana a Espanya. Alcalá-Zamora va ser elegit el seu president. Era, de fet, l'antecedent del govern provisional. El dia 12 de desembre van tenir lloc els fets de Jaca el 1930 quan els capitans Fermín Galán i García Hernández van proclamar la República a Jaca i van iniciar una marxa cap a Osca però, vençuts per les forces governamentals, van ser jutjats i executats. També es van revoltar a l'aeròdrom de Cuatro Vientos el comandant Ramón Franco i el general Queipo de Llano, però en no secundar-los les forces van fugir a Portugal amb avió. Els líders de les forces antimonàrquiques, part del comitè, i entre ells Alcalá-Zamora, van ser detinguts pel Govern. El judici públic, celebrat el març de 1931, els va condemnar a sis mesos i un dia, que van ser substituïts per llibertat condicional.
Davant del difícil caire que prenia la situació, i després de la dimissió de Berenguer el febrer de 1931, el rei va encarregar a l'almirall Juan Bautista Aznar-Cabañas la formació del govern. El dia 18 de febrer es va presentar el nou gabinet constituït per ministres monàrquics. El dia 12 d'abril es van celebrar eleccions municipals, el resultat de les quals va ser de 22.150 regidors monàrquics i 5.775 republicans; tanmateix en 41 de les 50 capitals de província van guanyar els republicans, que en el còmput total havien aconseguit més vots, ja que era més gran el nombre de vots necessaris per assolir l'acta de regidor al món urbà que en el rural. Alfons XIII, partidari davant algun dels seus ministres que no hi hagués vessament de sang, s'exilia davant de l'ultimàtum del Comitè Revolucionari presidit per Niceto Alcalá-Zamora. Aquest, que va comptar des del primer moment amb el suport popular i amb el de la Guàrdia Civil, enviada en aquells moments pel General Sanjurjo, es va convertir en el govern provisional. Alcalá-Zamora i Maura garantien la presència de la vivaç burgesia conservadora en el govern i la continuïtat política dins d'un règim diferent. Aquest govern va proclamar la Segona República el 14 d'abril de 1931; mentre el rei embarcava en Cartagena i la seva família prenia el tren camí de França.

## Naixement de la II República

Bandera oficial de la II República

El 15 d'abril el govern va fer públic un programa d'actuació basat en el pacte de Sant Sebastià. Va ser anunciada una reforma agrària, llibertat de cultes i creences, respecte a la propietat privada, responsabilitats als col·laboradors de la dictadura, augment gradual de les llibertats individuals i sindicals, etc.
Tot just va accedir al poder, el govern va haver d'enfrontar-se a la proclamació de la república catalana i als esdeveniments anticlericals del mes de maig. També hi va haver moltes dificultats amb les organitzacions anarquistes que van negar la seva col·laboració amb la nova república.
El govern es va anar inclinant cap a un republicanisme més d'esquerres representat a la figura de Manuel Azaña, postura que clarament es va reflectir a la redacció de la Constitució. La qüestió clerical va enfrontar de nou a republicans conservadors i esquerrans, socialistes i radicals, i finalment Alcalá-Zamora i Maura van abandonar el govern el 14 d'octubre de 1931.
Tement que Alcalá-Zamora emprengués una campanya revisionista i de desprestigi contra la república, socialistes i azañistes van convenir a oferir-li la presidència de la República, càrrec per al qual va ser elegit candidat únic el 2 de desembre. Va jurar el càrrec l'11 de desembre de 1931.

## Primer president de la II República
Home autoritari i convençut de la seva missió, des del primer moment va tractar d'intervenir en els assumptes del govern. Per aquesta raó, va quedar apartat del paper que li corresponia, és a dir, compensar el jacobinisme del seu primer ministre Manuel Azaña.
La idea del president era incorporar a la direcció d'Espanya les noves forces sorgides després de la Restauració i contingudes pels últims Borbons. Aquesta obertura s'havia de fer des de dalt, suprimint tot el que impedís aquest pas i establint les premisses essencials d'un nou ordre per la via pacífica i parlamentària. El 14 d'abril de 1931 va semblar donar-li la raó, però a partir de maig els diferents esdeveniments van indicar que la realitat no corresponia als seus somnis.

## Els problemes amb Azaña
No és estrany que el president es portés fredament amb el seu govern. Aquesta situació va quedar en descobert quan Azaña li va presentar per a la seva ratificació la llei de Congregacions - llei de secularització de l'ensenyament - i la llei del Tribunal de Garanties Constitucionals, que completaven la Constitució de 1931. Alcalá-Zamora es va resistir al màxim a firmar ambdues lleis, però no es va atrevir a vetar-les. La situació es va fer tan tensa que fins i tot l'oposició va acusar el president de morositat.
Poc després, en ocasió d'un reajustament de govern, les diferències van tornar a sorgir i Azaña va dimitir amb el seu gabinet. Després de diverses consultes fallides. Alcalá-Zamora va tornar a nomenar primer ministre a Azaña (12 de juny), fet que va decebre els conservadors, convençuts que el president era un simple ninot a les mans de l'esquerra.
Aquest tercer gabinet Azaña no va aconseguir la confiança de les Corts i el setembre va dimitir. Alcalá-Zamora va dissoldre les Corts Constituents i, després d'un fugaç mandat del radical Alejandro Lerroux, li va encarregar al radical Diego Martínez Barrio la celebració de noves eleccions (8 d'octubre de 1933).

## El bienni radical-cedista
Les dretes van guanyar àmpliament les eleccions del 29 de novembre de 1933, primeres de la Història d'Espanya en les quals van poder votar les dones. El radical Alejandro Lerroux va formar govern per encàrrec del president i amb l'anuència de la Confederació Espanyola de Dretes Autònomes (CEDA), dirigida per José María Gil-Robles. Alcalá-Zamora es va portar malament amb els radicals i sobretot amb la CEDA, ja que desconfiava de l'esperit democràtic del partit de Gil-Robles, que, si bé es declarava respectuós amb l'ordre establert, no havia jurat lleialtat a la República. Per aquesta raó va buscar sempre solucions de compromís, com el confús govern de Ricardo Samper e Ibañez, que no va agradar a ningú.
L'octubre va haver de tornar a recórrer a Lerroux que va formar govern amb tres ministres de la CEDA, però amb la declaració de l'Estat Català el 6 d'octubre de 1934 a Catalunya, la revolució d'Astúries, la seva indecisió i l'escàndol de l'estraperlo (un cas de corrupció lligat al negoci del joc), van impedir una acció de govern coherent.
D'altra banda, Alcalá-Zamora va utilitzar tots els seus recursos per apartar a la CEDA del poder fins que la crisi de govern de 9 de novembre de 1935 li va oferir aquesta oportunitat. Va nomenar primer ministre al seu amic Manuel Portela Valladares, que va presidir un interregne entre novembre de 1935 i febrer de 1936. La seva intenció era crear una força de centre entre la dreta radical-cedista i l'esquerra social azañista.

## La caiguda
Per aclaparadora majoria, el Front Popular va guanyar les eleccions de febrer de 1936. Si això era una derrota per a la dreta, també ho era per a Alcalá-Zamora i les seves aspiracions. Azaña va ser encarregat de formar govern.
Molt aviat van començar els socialistes una campanya contra Alcalá-Zamora, al qual no perdonaven la seva actitud de juny i setembre de 1933. Es va obrir un debat en les Corts sobre la inconstitucionalitat de l'última dissolució d'aquestes, ja que segons la Constitució de 1931, el President estava facultat per dissoldre les Corts dues vegades, però la segona dissolució podia ser sotmesa a la consideració de la Cambra, i si una majoria considerava que s'havia comès alguna irregularitat, el President podria ser destituït.
La controvèrsia es produeix quan la nova majoria de les Corts, considerant que aquesta era la segona dissolució, enjudicien l'actuació del President i dictaminen que la dissolució s'havia produït amb molt retard, per la qual cosa el President havia de ser destituït. Tanmateix, hi havia qui opinava que aquesta era la primera dissolució, ja que l'anterior (la de 1933) no s'havia de comptar en tractar-se de les Corts Constituents, les que van elaborar la Constitució i, per tant, eren anteriors a ella. Finalment, per 238 vots a favor i 5 en contra el President va ser destituït. Aquest en principi es va resistir, però abandonat per tots va haver d'admetre la cessació.
Després d'unes setmanes en què es va fer càrrec de la Direcció de l'Estat Diego Martínez Barrio, en la seva qualitat de President de les Corts, va ser substituït per Manuel Azaña l'11 de maig de 1936.

## Últims anys
L'inici de la Guerra Civil el va sorprendre en un viatge per Escandinàvia. Va decidir no tornar a Espanya quan es va assabentar, segons compta en les seves memòries, reescrita durant l'exili, que milicians del govern del Front Popular havien entrat il·legalment al seu domicili, robant-li les seves pertinences, saquejant així mateix la seva caixa de seguretat al banc Crédit Lyonnais a Madrid, emportant-se el manuscrit de les seves memòries. Va fixar la seva residència a França on el va sorprendre la Segona Guerra Mundial. Després de múltiples penalitats, a causa de l'ocupació alemanya i a l'actitud col·laboracionista del govern de Vichy, va sortir de França i després d'un penós viatge de 441 dies amb vaixell va arribar a l'Argentina el gener de 1942, on va viure dels seus llibres, articles i conferències. No va voler tornar a Espanya durant el règim franquista encara que, pel que sembla, se li va fer algun oferiment, ja que un fill seu estava casat amb una filla del general Queipo de Llano, un dels protagonistes de l'alçament. El seu cadàver va ser repatriat a Espanya el 1979 i està enterrat al Cementiri de l'Almudena de Madrid.